# Biljača (Serbia)
Biljača (cyr. Биљача) – wieś w Serbii, w okręgu pczyńskim, w gminie Bujanovac. W 2002 roku liczyła 2036 mieszkańców.